# Robert Mayer (ishockeymålvakt)
Robert Mayer, född 9 oktober 1989, är en tjeckisk-schweizisk professionell ishockeymålvakt som spelar för  Genève-Servette HC i NLA.
Han blev aldrig draftad av något lag.